# Podabrus hiwadanus
Podabrus hiwadanus es una especie de coleóptero de la familia Cantharidae.

## Distribución geográfica
Habita en Japón.